# Mistrzostwa Świata w Narciarstwie Klasycznym 2013
Mistrzostwa Świata w Narciarstwie Klasycznym 2013 – edycja mistrzostw świata w narciarstwie klasycznym, która miała miejsce między 20 lutego a 3 marca 2013 w Val di Fiemme.
Włoskie Val di Fiemme zostało wybrane na kongresie Międzynarodowej Federacji Narciarskiej, który odbył się 29 maja 2008 roku w Kapsztadzie. Chęć organizacji mistrzostw świata zgłosiły: Val di Fiemme, Falun, Zakopane, Lahti i Oberstdorf. Głosowanie odbyło się w trzech turach – w pierwszej z nich odrzucono kandydaturę Oberstdorfu, a w drugiej – Lahti. W trzeciej Val di Fiemme uzyskało dziewięć głosów, Falun – pięć, a Zakopane – dwa. Mistrzostwa w 2013 roku są piątą tego typu imprezą zorganizowaną we Włoszech. Dotychczas walczono o medale mistrzostw świata dwukrotnie w Cortinie d’Ampezzo (1927, 1941) oraz dwukrotnie w Val di Fiemme (1991, 2003).
Podczas Mistrzostw Świata w Narciarstwie Klasycznym 2013 po raz pierwszy w historii przeprowadzony został drużynowy konkurs mieszany w skokach narciarskich, w którym wystartowały zespoły składające się z kobiet i mężczyzn.

## Program
Godziny czasu lokalnego.
| Data      | Godzina | Konkurencja                        |
| --------- | ------- | ---------------------------------- |
| 21 lutego | 12:45   | Mężczyźni & kobiety sprint         |
| 23 lutego | 12:45   | Bieg łączony kobiet 2x7,5 km       |
| 23 lutego | 14:15   | Bieg łączony mężczyzn 2x15 km      |
| 24 lutego | 12:00   | Sprint mężczyzn & kobiet drużynowy |
| 26 lutego | 12:45   | Styl dowolny kobiet 10 km          |
| 27 lutego | 12:45   | Styl dowolny mężczyzn 15 km        |
| 28 lutego | 12:45   | Sztafeta kobiet 4 x 5 km           |
| 1 marca   | 13:30   | Sztafeta mężczyzn 4 x 10 km        |
| 2 marca   | 12:15   | Styl klasyczny kobiet 30 km        |
| 3 marca   | 12:30   | Styl klasyczny mężczyzn 50 km      |

| Data      | Godzina     | Konkurencja                       |
| --------- | ----------- | --------------------------------- |
| 22 lutego | 10:00 15:00 | HS106 / 10 km                     |
| 24 lutego | 10:00 15:00 | Drużynowy HS106 / 4x5 km          |
| 28 lutego | 10:00 15:30 | HS134 / 10 km                     |
| 2 marca   | 10:00 15:00 | Sprint drużynowy HS134 / 2x7,5 km |

| Data      | Godzina | Konkurencja              |
| --------- | ------- | ------------------------ |
| 22 lutego | 16:00   | Kobiety HS106            |
| 23 lutego | 17:00   | Mężczyźni HS106          |
| 24 lutego | 17:00   | Konkurs mieszany HS106   |
| 28 lutego | 17:00   | Mężczyźni HS134          |
| 2 marca   | 16:30   | Drużynowy mężczyzn HS134 |

## Reprezentacje państw uczestniczących w mistrzostwach
Udział w mistrzostwach potwierdziło 57 państw. Do zawodów zgłoszono 721 zawodników: 501 w biegach narciarskich, 148 w skokach narciarskich i 72 w kombinacji norweskiej.

- Algieria
- Argentyna
- Armenia
- Australia
- Austria
- Belgia
- Białoruś
- Bośnia i Hercegowina
- Brazylia
- Bułgaria
- Chile
- Chiny
- Chorwacja
- Czechy
- Dania

- Estonia
- Finlandia
- Francja
- Ghana
- Grecja
- Hiszpania
- Holandia
- Indie
- Iran
- Irlandia
- Islandia
- Japonia
- Kanada
- Kazachstan
- Kirgistan
- Korea Południowa
- Liechtenstein
- Litwa
- Łotwa
- Macedonia Północna
- Mołdawia
- Mongolia
- Nepal
- Niemcy
- Norwegia
- Nowa Zelandia
- Peru
- Polska (15)
- Rosja
- Rumunia
- Serbia
- Słowacja
- Słowenia
- Stany Zjednoczone
- Szwajcaria
- Szwecja
- Togo (1)
- Turcja
- Ukraina
- Wenezuela
- Węgry
- Wielka Brytania
- Włochy

## Biegi narciarskie

### Biegi narciarskie mężczyzn
| Konkurencja                       | Data           | Złoto                                                                                  | Srebro                                                                                     | Brąz                                                                                          |
| --------------------------------- | -------------- | -------------------------------------------------------------------------------------- | ------------------------------------------------------------------------------------------ | --------------------------------------------------------------------------------------------- |
| Sprint techniką klasyczną         | 21 lutego 2013 | Nikita Kriukow                                                                         | Petter Northug                                                                             | Alex Harvey                                                                                   |
| Bieg łączony 30 km                | 23 lutego 2013 | Dario Cologna                                                                          | Martin Johnsrud Sundby                                                                     | Sjur Røthe                                                                                    |
| Sprint drużynowy techniką dowolną | 24 lutego 2013 | Rosja Aleksiej Pietuchow · Nikita Kriukow                                              | Szwecja Marcus Hellner · Emil Jönsson                                                      | Kazachstan Nikołaj Czebot´ko · Aleksiej Połtoranin                                            |
| 15 km techniką dowolną            | 27 lutego 2013 | Petter Northug                                                                         | Johan Olsson                                                                               | Tord Asle Gjerdalen                                                                           |
| Sztafeta 4 × 10 km                | 1 marca 2013   | Norwegia 1. Tord Asle Gjerdalen · 2. Eldar Rønning · 3. Sjur Røthe · 4. Petter Northug | Szwecja 1. Daniel Richardsson · 2. Johan Olsson · 3. Marcus Hellner · 4. Calle Halfvarsson | Rosja 1. Jewgienij Biełow · 2. Maksim Wylegżanin · 3. Aleksandr Legkow · 4. Siergiej Ustiugow |
| 50 km techniką klasyczną          | 3 marca 2013   | Johan Olsson                                                                           | Dario Cologna                                                                              | Aleksiej Połtoranin                                                                           |

### Biegi narciarskie kobiet
| Konkurencja                       | Data           | Złoto                                                                                     | Srebro                                                                            | Brąz                                                                                    |
| --------------------------------- | -------------- | ----------------------------------------------------------------------------------------- | --------------------------------------------------------------------------------- | --------------------------------------------------------------------------------------- |
| Sprint techniką klasyczną         | 21 lutego 2013 | Marit Bjørgen                                                                             | Ida Ingemarsdotter                                                                | Maiken Caspersen Falla                                                                  |
| Bieg łączony 15 km                | 23 lutego 2013 | Marit Bjørgen                                                                             | Therese Johaug                                                                    | Heidi Weng                                                                              |
| Sprint drużynowy techniką dowolną | 24 lutego 2013 | Stany Zjednoczone Jessica Diggins · Kikkan Randall                                        | Szwecja Charlotte Kalla · Ida Ingemarsdotter                                      | Finlandia Riikka Sarasoja · Krista Lähteenmäki                                          |
| 10 km techniką dowolną            | 26 lutego 2013 | Therese Johaug                                                                            | Marit Bjørgen                                                                     | Julija Czekalowa                                                                        |
| Sztafeta 4 × 5 km                 | 28 lutego 2013 | Norwegia 1. Heidi Weng · 2. Therese Johaug · 3. Kristin Størmer Steira · 4. Marit Bjørgen | Szwecja 1. Ida Ingemarsdotter · 2. Emma Wikén · 3. Anna Haag · 4. Charlotte Kalla | Rosja 1. Julija Iwanowa · 2. Alija Iksanowa · 3. Marija Guszczina · 4. Julija Czekalowa |
| 30 km techniką klasyczną          | 2 marca 2013   | Marit Bjørgen                                                                             | Justyna Kowalczyk                                                                 | Therese Johaug                                                                          |

## Kombinacja norweska
| Konkurencja                                  | Data           | Złoto                                                                              | Srebro                                                                 | Brąz                                                                            |
| -------------------------------------------- | -------------- | ---------------------------------------------------------------------------------- | ---------------------------------------------------------------------- | ------------------------------------------------------------------------------- |
| Gundersen – Normalna skocznia HS 106 / 10 km | 22 lutego 2013 | Jason Lamy Chappuis                                                                | Mario Stecher                                                          | Björn Kircheisen                                                                |
| Sztafeta HS 106 / 4 × 5 km                   | 24 lutego 2013 | Francja François Braud · Maxime Laheurte · Sébastien Lacroix · Jason Lamy Chappuis | Norwegia Jørgen Graabak · Håvard Klemetsen · Magnus Krog · Magnus Moan | Stany Zjednoczone Bryan Fletcher · Taylor Fletcher · Todd Lodwick · Bill Demong |
| Gundersen – Duża skocznia HS 134 / 10 km     | 28 lutego 2013 | Eric Frenzel                                                                       | Bernhard Gruber                                                        | Jason Lamy Chappuis                                                             |
| Sprint drużynowy HS 134 / 2 × 7,5 km         | 2 marca 2013   | Francja Sébastien Lacroix · Jason Lamy Chappuis                                    | Austria Bernhard Gruber · Wilhelm Denifl                               | Niemcy Tino Edelmann · Eric Frenzel                                             |

## Skoki narciarskie

### Skoki narciarskie mężczyzn
| Konkurencja                            | Data           | Złoto                                                                                             | Srebro | Brąz                                                                               |
| -------------------------------------- | -------------- | ------------------------------------------------------------------------------------------------- | --- | ---------------------------------------------------------------------------------- |
| Normalna skocznia HS 106 indywidualnie | 23 lutego 2013 | Anders Bardal                                                                                     | Gregor Schlierenzauer                                                                                      | Peter Prevc                                                                        |
| Normalna skocznia mieszany             | 24 lutego 2013 | Japonia 1. Yūki Itō · 2. Daiki Itō · 3. Sara Takanashi · 4. Taku Takeuchi                         | Austria 1. Chiara Hölzl · 2. Gregor Schlierenzauer · 3. Jacqueline Seifriedsberger · 4. Thomas Morgenstern | Niemcy 1. Carina Vogt · 2. Severin Freund · 3. Ulrike Gräßler · 4. Richard Freitag |
| Duża skocznia HS 134 indywidualnie     | 28 lutego 2013 | Kamil Stoch                                                                                       | Peter Prevc                                                                                                | Anders Jacobsen                                                                    |
| Duża skocznia drużynowo                | 2 marca 2013   | Austria 1. Wolfgang Loitzl · 2. Manuel Fettner · 3. Thomas Morgenstern · 4. Gregor Schlierenzauer | Niemcy 1. Andreas Wank · 2. Severin Freund · 3. Michael Neumayer · 4. Richard Freitag                      | Polska 1. Maciej Kot · 2. Piotr Żyła · 3. Dawid Kubacki · 4. Kamil Stoch           |

### Skoki narciarskie kobiet
| Konkurencja                     | Data           | Złoto                                                                     | Srebro | Brąz                                                                               |
| ------------------------------- | -------------- | ------------------------------------------------------------------------- | --- | ---------------------------------------------------------------------------------- |
| Normalna skocznia indywidualnie | 22 lutego 2013 | Sarah Hendrickson                                                         | Sara Takanashi                                                                                             | Jacqueline Seifriedsberger                                                         |
| Normalna skocznia mieszany      | 24 lutego 2013 | Japonia 1. Yūki Itō · 2. Daiki Itō · 3. Sara Takanashi · 4. Taku Takeuchi | Austria 1. Chiara Hölzl · 2. Gregor Schlierenzauer · 3. Jacqueline Seifriedsberger · 4. Thomas Morgenstern | Niemcy 1. Carina Vogt · 2. Severin Freund · 3. Ulrike Gräßler · 4. Richard Freitag |

## Klasyfikacja medalowa
| #       | Reprezentacja     | Złoto | Srebro | Brąz | Razem |
| ------- | ----------------- | ----- | ------ | ---- | ----- |
| 1.      | Norwegia          | 8     | 5      | 6    | 19    |
| 2.      | Francja           | 3     | 0      | 1    | 4     |
| 3.      | Rosja             | 2     | 0      | 3    | 5     |
| 4.      | Stany Zjednoczone | 2     | 0      | 1    | 3     |
| 5.      | Szwecja           | 1     | 6      | 0    | 7     |
| 6.      | Austria           | 1     | 5      | 1    | 7     |
| 7.      | Niemcy            | 1     | 1      | 3    | 5     |
| 8.      | Polska            | 1     | 1      | 1    | 3     |
| 9.      | Japonia           | 1     | 1      | 0    | 2     |
|         | Szwajcaria        | 1     | 1      | 0    | 2     |
| 11.     | Słowenia          | 0     | 1      | 1    | 2     |
| 12.     | Kazachstan        | 0     | 0      | 2    | 2     |
| 13.     | Finlandia         | 0     | 0      | 1    | 1     |
|         | Kanada            | 0     | 0      | 1    | 1     |
| Łącznie | Łącznie           | 21    | 21     | 21   | 63    |

## Klasyfikacja medalowa sportowców
| #   | Zawodnik                   | Złoto | Srebro | Brąz | Razem |
| --- | -------------------------- | ----- | ------ | ---- | ----- |
| 1.  | Marit Bjørgen              | 4     | 1      | 0    | 5     |
| 2.  | Jason Lamy Chappuis        | 3     | 0      | 1    | 4     |
| 3.  | Therese Johaug             | 2     | 1      | 1    | 4     |
| 4.  | Petter Northug             | 2     | 1      | 0    | 3     |
| 5.  | Nikita Kriukow             | 2     | 0      | 0    | 2     |
|     | Sébastien Lacroix          | 2     | 0      | 0    | 2     |
| 7.  | Johan Olsson               | 1     | 2      | 0    | 3     |
|     | Gregor Schlierenzauer      | 1     | 2      | 0    | 3     |
| 9.  | Dario Cologna              | 1     | 1      | 0    | 2     |
|     | Thomas Morgenstern         | 1     | 1      | 0    | 2     |
|     | Sara Takanashi             | 1     | 1      | 0    | 2     |
| 12. | Eric Frenzel               | 1     | 0      | 1    | 2     |
|     | Tord Asle Gjerdalen        | 1     | 0      | 1    | 2     |
|     | Sjur Røthe                 | 1     | 0      | 1    | 2     |
|     | Kamil Stoch                | 1     | 0      | 1    | 2     |
|     | Heidi Weng                 | 1     | 0      | 1    | 2     |
| 17. | Anders Bardal              | 1     | 0      | 0    | 1     |
|     | François Braud             | 1     | 0      | 0    | 1     |
|     | Jessica Diggins            | 1     | 0      | 0    | 1     |
|     | Manuel Fettner             | 1     | 0      | 0    | 1     |
|     | Sarah Hendrickson          | 1     | 0      | 0    | 1     |
|     | Daiki Itō                  | 1     | 0      | 0    | 1     |
|     | Yūki Itō                   | 1     | 0      | 0    | 1     |
|     | Maxime Laheurte            | 1     | 0      | 0    | 1     |
|     | Wolfgang Loitzl            | 1     | 0      | 0    | 1     |
|     | Aleksiej Pietuchow         | 1     | 0      | 0    | 1     |
|     | Kikkan Randall             | 1     | 0      | 0    | 1     |
|     | Eldar Rønning              | 1     | 0      | 0    | 1     |
|     | Kristin Størmer Steira     | 1     | 0      | 0    | 1     |
|     | Taku Takeuchi              | 1     | 0      | 0    | 1     |
| 31. | Ida Ingemarsdotter         | 0     | 3      | 0    | 3     |
| 32. | Bernhard Gruber            | 0     | 2      | 0    | 2     |
|     | Marcus Hellner             | 0     | 2      | 0    | 2     |
|     | Charlotte Kalla            | 0     | 2      | 0    | 2     |
| 35. | Richard Freitag            | 0     | 1      | 1    | 2     |
|     | Severin Freund             | 0     | 1      | 1    | 2     |
|     | Peter Prevc                | 0     | 1      | 1    | 2     |
| 38. | Wilhelm Denifl             | 0     | 1      | 0    | 1     |
|     | Jørgen Graabak             | 0     | 1      | 0    | 1     |
|     | Anna Haag                  | 0     | 1      | 0    | 1     |
|     | Calle Halfvarsson          | 0     | 1      | 0    | 1     |
|     | Chiara Hölzl               | 0     | 1      | 0    | 1     |
|     | Martin Johnsrud Sundby     | 0     | 1      | 0    | 1     |
|     | Emil Jönsson               | 0     | 1      | 0    | 1     |
|     | Håvard Klemetsen           | 0     | 1      | 0    | 1     |
|     | Justyna Kowalczyk          | 0     | 1      | 0    | 1     |
|     | Magnus Krog                | 0     | 1      | 0    | 1     |
|     | Magnus Moan                | 0     | 1      | 0    | 1     |
|     | Michael Neumayer           | 0     | 1      | 0    | 1     |
|     | Daniel Richardsson         | 0     | 1      | 0    | 1     |
|     | Mario Stecher              | 0     | 1      | 0    | 1     |
|     | Andreas Wank               | 0     | 1      | 0    | 1     |
|     | Emma Wikén                 | 0     | 1      | 0    | 1     |
| 54. | Julija Czekalowa           | 0     | 0      | 2    | 2     |
|     | Aleksiej Połtoranin        | 0     | 0      | 2    | 2     |
|     | Jacqueline Seifriedsberger | 0     | 0      | 2    | 2     |
| 57. | Jewgienij Biełow           | 0     | 0      | 1    | 1     |
|     | Nikołaj Czebot´ko          | 0     | 0      | 1    | 1     |
|     | Bill Demong                | 0     | 0      | 1    | 1     |
|     | Tino Edelmann              | 0     | 0      | 1    | 1     |
|     | Maiken Caspersen Falla     | 0     | 0      | 1    | 1     |
|     | Bryan Fletcher             | 0     | 0      | 1    | 1     |
|     | Taylor Fletcher            | 0     | 0      | 1    | 1     |
|     | Ulrike Gräßler             | 0     | 0      | 1    | 1     |
|     | Marija Guszczina           | 0     | 0      | 1    | 1     |
|     | Alex Harvey                | 0     | 0      | 1    | 1     |
|     | Alija Iksanowa             | 0     | 0      | 1    | 1     |
|     | Julija Iwanowa             | 0     | 0      | 1    | 1     |
|     | Anders Jacobsen            | 0     | 0      | 1    | 1     |
|     | Björn Kircheisen           | 0     | 0      | 1    | 1     |
|     | Maciej Kot                 | 0     | 0      | 1    | 1     |
|     | Dawid Kubacki              | 0     | 0      | 1    | 1     |
|     | Krista Lähteenmäki         | 0     | 0      | 1    | 1     |
|     | Aleksandr Legkow           | 0     | 0      | 1    | 1     |
|     | Todd Lodwick               | 0     | 0      | 1    | 1     |
|     | Riikka Sarasoja            | 0     | 0      | 1    | 1     |
|     | Siergiej Ustiugow          | 0     | 0      | 1    | 1     |
|     | Carina Vogt                | 0     | 0      | 1    | 1     |
|     | Maksim Wylegżanin          | 0     | 0      | 1    | 1     |
|     | Piotr Żyła                 | 0     | 0      | 1    | 1     |